# نيكول تشيسني
نيكول تشيسني (بالإنجليزية: Nicole Chesney)‏ هي فنانة أمريكية، ولدت في 1971.